# Jakob Meskó von Széplak und Enyiczke
Jakob Meskó von Széplak und Enyiczke (* 1713; † 1797) war ein ungarischer Freiherr und Grundherr.

## Herkunft
Die Familie Meskó stammte aus dem niederen Adel bzw. Beamtenadel Oberungarns, der heutigen Slowakei. Deren Geschichte wird Ende des 17. Jahrhunderts mit dem Brüderpaar Adam und Jakob Meskó greifbar, denen im Juli 1721 der ungarische Freiherrentitel verliehen wird. Während Adam seine Besitzungen im westungarischen Ödenburger Komitat hatte, konzentrierten sich die Güter seines Bruders Jakob in Oberungarn, der heutigen Slowakei. Im Jahr 1717 erwarb dieser den Ort Széplak, heute Krásna nad Hornádom, einem Stadtteil von Košice in der Ostslowakei, wodurch sich die Familie ab dann Meskó von Széplak nannte. 1744 sollte Jakobs Gattin Barbara, damals schon verwitwet, vom Fürsten Lobkowitz den Ort Enyiczke – heute Haniska, rund 13 km von Košice entfernt – käuflich erwerben. Somit nannte sich diese Linie der Meskós ab 1744 von Széplak und Enyiczke. Wie sein Bruder Adam war auch Jakob Meskó Jurist und in der ungarischen Landesverwaltung bzw. der ungarischen Hofkammer tätig; im Jahr 1713 war er ebendort Hofkammerrat. 1716 lautete seine Amtsbezeichnung Referendar für das Königreich Ungarn (pro Regno Hungariae Referendarius etc.). Aus demselben Jahr hat sich auch ein Porträt des Genannten erhalten, welches ihn als Dr. Jakob Meskó aus Széplak vorstellt und ihn in ungarischer Hoftracht zeigt. Im Jahr 1733 war Jakob Meskó Königlicher Rat. Er starb im Jahr 1740.

## Familie
Freiherr Jakob Meskó von Széplak und Enyiczke war der Sohn des Begründers der oberungarischen Linie der Meskós, Jakob Meskó, und der Barbara Hegymeghy. Er war zweimal verheiratet, und zwar in erster Ehe mit Baronin Anna Joanelli (auch Ivanelli), in zweiter Ehe mit Gräfin Rosalia Dezsewffy. Ein Porträt Jakobs in jungen Jahren (nebst erster Gattin) findet sich in einem original erhaltenen Rokoko-Salon des Palais Zichy-Meskó in Sopron/Ödenburg. Ebenfalls in Sopron, und zwar in der Geißkirche (Kecske-templom), findet sich die Grablege von Meskós erster Frau Anna Joanelli. Deren Grabstein wurde in jüngster Zeit restauriert und ebendort museal aufbereitet. Die lateinische Inschrift stellt die Verstorbene vor als Baronin Anna Meskó von Széplak und Enyiczke, geborene Baronin Joanelli von Telvana, gestorben am 22. Februar 1778 im Alter von 64 Jahren.

## Kirchliche Stiftungen
Jakob Meskó von Széplak und Enyiczke trat als Stifter von kirchlichen Bauwerken in Erscheinung. So veranlasste er 1760 den Neubau der St. Johannes von Nepomuk – Kirche in Enyiczke. 1768 finanzierte er den Neubau der St. Joachim und Anna – Kirche in Hernádnémeti bei Miskolc. Im Jahr 1783 trug er die Kosten für die Errichtung der St. Barbara – Kirche in Hilyó bei Košice.

## Erbe nach Eva Maria von Starhemberg
Als dessen hochbetagte und sehr vermögende Cousine, Gräfin Eva Maria von Starhemberg, geb. Meskó, die kinderlose letzte Vertreterin der westungarischen Linie der Meskós, am 24. März 1772 verstarb, wurde er zum Erben ihrer Besitzungen, allen voran von Nikitsch mit dem Kastell Gálosháza, dem Ort und Schloss Draßburg sowie dem Palais Meskó in Sopron/Ödenburg.

## Tod
Jakob Meskó von Széplak und Enyiczke starb hochbetagt im Jahre 1797 und wurde in der Nikitscher Gruftkapelle der Meskós bestattet, wo sich sein aufwändiger spätbarocker Grabstein mit ungarischer und lateinischer Inschrift bis heute erhalten hat. Die Inschrift weist darauf hin, dass er in seinen späteren Lebensjahren den Beinamen „der Ältere“ trug und darüber hinaus auch Ritter vom Goldenen Sporn war (aranysarkantyús vitéz). Von seinem Sohn wurde für den verstorbenen Baron Jakob Meskó am 11. Mai 1798 die stattliche Summe von 640 Gulden für ein jährliches Requiem bei den Dominikanern in Košice gestiftet.

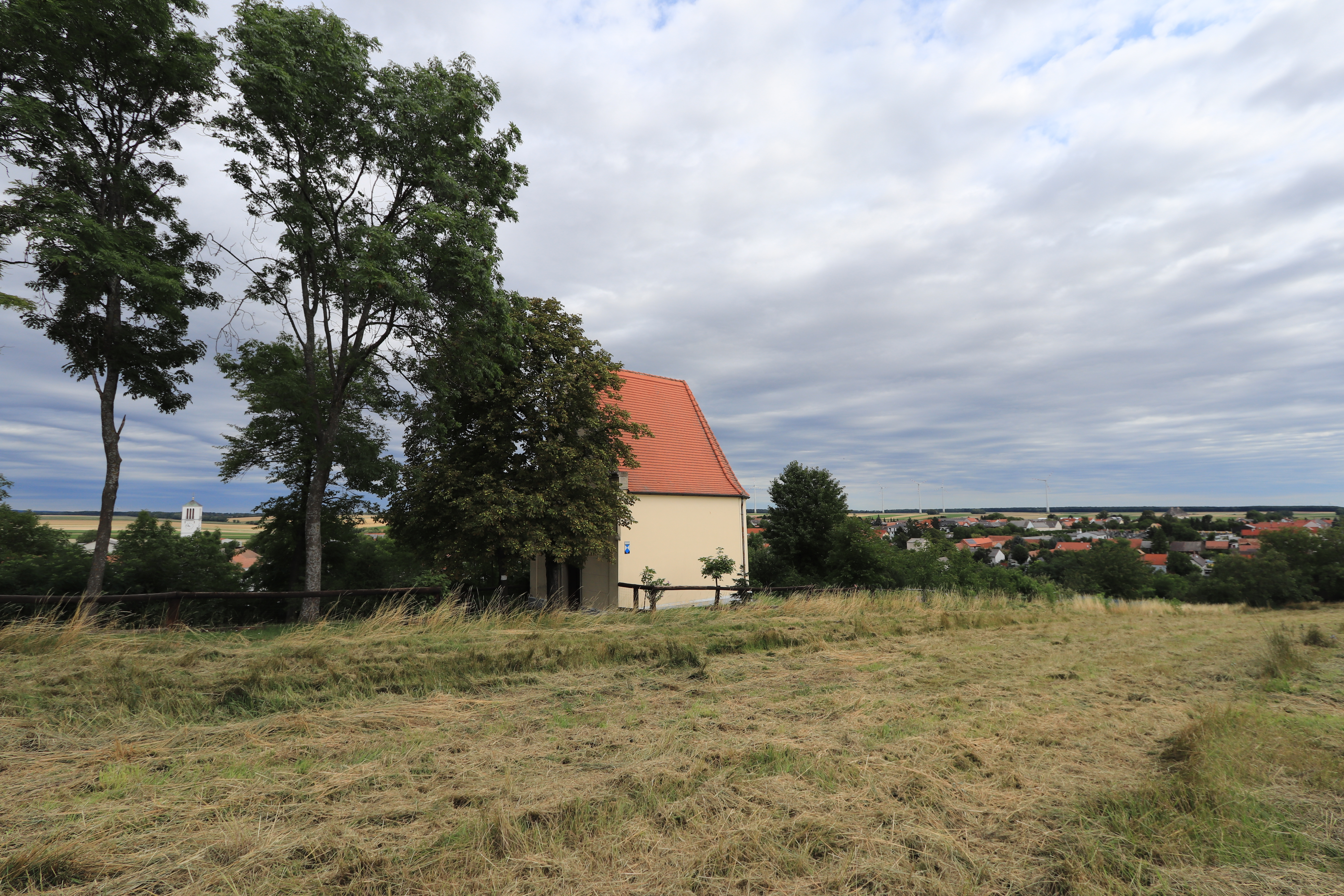
Die ehemalige Gruftkapelle der Zichy-Meskó in Nikitsch, Grablege des Jakob Meskó.